# Edmund Phelps
Pour les articles homonymes, voir Phelps.
Edmund Strother Phelps, né le 26 juillet 1933 à Evanston, Illinois, États-Unis, est un économiste américain connu pour ses travaux sur la croissance économique menés à la Cowles Foundation dans les années 1960. Il a été lauréat du Prix de la Banque de Suède en sciences économiques en 2006. Il est enseignant honoraire à l'université Columbia.
Il a notamment introduit à la fin des années 1960 une dimension microéconomique fondée sur les anticipations dans la théorie de la détermination de l'emploi (employment determination) et de la dynamique prix-salaires (price-wage dynamics). Son travail le plus fécond est probablement sa théorie du taux de chômage naturel (son existence, comment son niveau est déterminé, etc.) dont il a été l'initiateur avec Milton Friedman.

## Biographie

### Jeunesse et études
Edmund Phelps naît en 1933 dans l'Illinois. Sa famille déménage à Hastings-on-Hudson, dans l'État de New York, lorsqu'il a six ans. Il y effectue ses études secondaires.
Edmund S. Phelps s'inscrit à Amherst College sans avoir une idée précise de ce qu'il souhaitait faire plus tard. Il obtient sa licence (Bachelor of Arts) en 1955. Il rejoint rapidement l'université Yale, décevant Paul Samuelson qui voulait de lui au MIT. Là, il rencontre quelques grands noms de cette discipline, dont Thomas Schelling et James Tobin. Ce dernier dirige la thèse de doctorat de Phelps, qui obtient son doctorat en économie à Yale en 1959.
En 1974, Phelps se marie avec Viviana Montdor.

### Parcours professionnel
Une fois son doctorat obtenu, Phelps passe une année à la RAND Corporation, à Los Angeles, puis revient à l'université Yale. Il fait ensuite un séjour d'un an au MIT, où il enseigne avec Robert Solow, et rencontre Paul Samuelson et Franco Modigliani. Il débute réellement sa carrière académique dans cette dernière université, puis à l'université de Pennsylvanie.
En 1971, il devient professeur à l'université Columbia. Il y fonde en 2001 le Center on Capitalism and Society de l'université. Il est nommé McVikar Professor of Political Economy en 1982, et conserve ce poste jusqu'en 2021. Il devient professeur émérite de Columbia en 2022.
Phelps a travaillé, dans les années 1980, avec des institutions européennes. En 1985 et 1986, il travaille à la Banque d'Italie. Il mène de la recherche à l'Institut d'études politiques de Paris, au sein de l'Observatoire français des conjonctures économiques alors dirigé par Jean-Paul Fitoussi, avec qui il publie un article sur la coexistence de l'inflation et du chômage en Europe en 1988. Il est recruté en 1990 comme chercheur au sein du International Policy Evaluation Group du laboratoire de l'IEP.
Dans son ouvrage La Prospérité de masse (2013), il s'efforce de déterminer quels sont les moteurs indispensables du dynamisme économique,
Il est un passionné de cinéma, tous les chapitres de son manuel d'économie politique commencent par une citation d'un extrait de film. Phelps est aussi un chanteur d'opéra.

## Travaux

### Règle d'or de Phelps
Phelps est connu dans le domaine de croissance économique à travers la règle d'or de Phelps, dite parfois « règle d'or de l'accumulation ».

## Prises de positions
Il publie le lendemain de son obtention du « prix Nobel » d'économie dans le Wall Street Journal un article intitulé Dynamic Capitalism. Entrepreneurship is lucrative and just (Le Capitalisme dynamique. L'esprit d'entreprise est lucratif et juste) qui critique le capitalisme continental, corporatiste, et vante le système capitaliste anglo-saxon, plus efficace et plus juste.

## Prix et récompenses
Il obtient le Prix de la Banque de Suède en sciences économiques en mémoire d'Alfred Nobel le 9 octobre 2006 pour « son analyse des arbitrages intertemporels en politique macroéconomique ».

## Publications

### originales en anglais
- Edmund S. Phelps, "The Golden Rule of Capital Accumulation", American Economic Review, 1961, volume 51, pages 638-643
- Edmund S. Phelps, Golden Rules of Economic Growth: Studies of Efficient and Optimal Investment, W. W. Norton, New York, 1966  (ISBN 0393097080)
- Edmund S. Phelps, Microeconomic Foundations of Employment and Inflation Theory, W. W. Norton, New York, 1970,  (ISBN 0393093263)
- Edmund S. Phelps, Models of Technical Progress and the Golden Rule of Research, Review of Economic Studies, 1966, volume 33, pages 133-146
- Edmund S. Phelps, Money-Wage Dynamics and Labor Market Equilibrium, Journal of Political Economy, 1968, volume 76, pages 678-711
- Edmund S. Phelps, Individual Forecasting and Aggregate Outcomes, Cambridge university press, 1984,  (ISBN 0521816955)
- Edmund S. Phelps, Rewarding Work: How to Restore Participation and Self-Support to Free Entreprise, 1997, Harvard University Press, Cambridge,  (ISBN 0674094956)
- Edmund S. Phelps, Designing Inclusion, Cambridge university press, 2003,  (ISBN 0521816955)
- Edmund S. Phelps, Mass Flourishing: How Grass Roots Innovation Created Jobs, Challenge, and Change, Princeton University Press, 2013  (ISBN 978-0-691-15898-3).

### traductions en français
- La Prospérité de masse [« Mass Flourishing: How Grass Roots Innovation Created Jobs, Challenge, and Change »]  (trad. de l'anglais), Paris, Odile Jacob, 2017, 447 p. (ISBN 978-2-7381-3626-8)